# Angiopteris
Angiopteris, rod papratnjače iz porodice Marattiaceae čijih je pedesetak (52) vrsta rašireno od Madagaskara na zapadnom Indijskom oceanu, na istok do zapadnog Pacifika i Australije i na sjever do tropske Azije Rolleri (2003) priznaje samo 10 vrsta u rodu Angiopteris.

## Vrste
1. Angiopteris annamensis C.Chr. & Tardieu
2. Angiopteris arborescens (Blanco) Merr.
3. Angiopteris bipinnata (Ching) J.M.Camus
4. Angiopteris boninensis Hieron.
5. Angiopteris brooksii Copel.
6. Angiopteris cadierei (C.Chr. & Tardieu) Govaerts & Christenh.; ined.
7. Angiopteris cartilagidens Christ
8. Angiopteris caudatiformis Hieron.
9. Angiopteris chauliodonta Copel.
10. Angiopteris chingii J.M.Camus
11. Angiopteris chongsengiana Senterre & I.Fabre
12. Angiopteris cochinchinensis de Vriese
13. Angiopteris confertinervia Ching ex C.Chr. & Tardieu
14. Angiopteris crassipes Wall. ex C.Presl
15. Angiopteris danaeoides Z.R.He & Christenh.
16. Angiopteris dianyuecola Z.R.He & W.M.Chu
17. Angiopteris elliptica Alderw.
18. Angiopteris evecta (G.Forst.) Hoffm.
19. Angiopteris ferox Copel.
20. Angiopteris fokiensis Hieron.
21. Angiopteris esculenta Ching
22. Angiopteris helferiana C.Presl
23. Angiopteris hokouensis Ching
24. Angiopteris holttumii C.Chr.
25. Angiopteris indica Desv.
26. Angiopteris itoi (W.C.Shieh) J.M.Camus
27. Angiopteris javanica C.Presl
28. Angiopteris latipinna (Ching) Z.R.He, W.M.Chu & Christenh.
29. Angiopteris lygodiifolia Rosenst.
30. Angiopteris madagascariensis de Vriese
31. Angiopteris marchionica E.D.Br.
32. Angiopteris microura Copel.
33. Angiopteris oblanceolata Ching & Chu H.Wang
34. Angiopteris opaca Copel.
35. Angiopteris palmiformis (Cav.) C.Chr.
36. Angiopteris paucinervis W.M.Chu & Z.R.He
37. Angiopteris pruinosa Kunze
38. Angiopteris rapensis E.D.Br.
39. Angiopteris remota Ching & Chu H.Wang
40. Angiopteris smithii Racib.
41. Angiopteris somae (Hayata) Makino & Nemoto
42. Angiopteris sparsisora Ching
43. Angiopteris subcuspidata Rosenst.
44. Angiopteris subrotundata (Ching) Z.R.He & Christenh.
45. Angiopteris sugongii Gui L.Zhang, J.Y.Xiang & Ting Wang
46. Angiopteris tamdaoensis (Hayata) J.Y.Xiang & T.Wang
47. Angiopteris tonkinensis (Hayata) J.M.Camus
48. Angiopteris undulatostriata Hieron.
49. Angiopteris versteegii Alderw.
50. Angiopteris wangii Ching
51. Angiopteris winkleri Rosenst.
52. Angiopteris yunnanensis Hieron.

## Sinonimi
- Archangiopteris Christ & Giesenh.
- Clementea Cav.
- Macroglossum Copel.
- Protangiopteris Hayata
- Protomarattia Hayata
- Psilodochea C.Presl